# Hermann Ignaz Bidermann
Hermann Ignaz Bidermann (* 3. August 1831 in Wien; † 15. April 1892 in Graz) war ein österreichischer Staatsrechtslehrer und Statistiker.
Hermann Ignaz Bidermann studierte in Wien und in Innsbruck, Göttingen und Leipzig Staatswissenschaften. Er habilitierte sich 1855 an der Hochschule zu Pest für dieses Fach, wurde 1858 Professor an der Rechtsakademie zu Kaschau, 1860 zu Preßburg, 1861 an der Universität Innsbruck und wirkte seit 1871 in gleicher Eigenschaft in Graz.
In Innsbruck wurde er Mitglied der schlagenden Studentenverbindung Akademischer Gesangsverein.

## Schriften
- Die technische Bildung im Kaisertum Österreich, Wien 1854
- Das Eisenhüttengewerbe in Ungarn, Pest 1857
- Die ungarischen Ruthenen, ihr Wohngebiet, ihr Erwerb und ihre Geschichte, Innsbruck 1862–68, 2 Tle.
- Geschichte der österreichischen Gesamtstaatsidee, Innsbruck 1867 (Reprint im Verlag des Wissenschaftlichen Antiquariats H.Geyer, Wien 1972)
- Russische Umtriebe in Ungarn, Innsbruck 1868
- Die Italiener im tirolischen Provinzialverband, Innsbruck 1874
- Die Bukowina unter österreichischer Verwaltung, Lemberg 1876
- Die Romanen und ihre Verbreitung in Österreich, Graz 1877
- Der österreichische Staatsrat, Wien 1879 (begonnen von Carl von Hock; aus dem Nachlass)
- Neuere slavische Siedlungen auf sueddeutschem Boden. Stuttgart: Engelhorn, 1888. Digitalisierte Ausgabe der Universitäts- und Landesbibliothek Düsseldorf